# Frantz Casseus
Frantz Casseus (14. prosince 1915 – 21. června 1993) byl haitský kytarista a hudební skladatel.

## Život
Narodil se v haitském hlavním městě Port-au-Prince a většinu svého dospělého života strávil ve Spojených státech amerických. Jeho hudba se zaměřovala na haitské lidové formy, které začleňoval do svých nahrávek a publikovaných skladeb. Casseus byl také učitelem kytaristy Marca Ribota, který hrál významnou roli v uchování Casseusova hudebního odkazu. Jako součást těchto snah Ribot editoval sbírku Casseusových kytarových skladeb a některé jeho kompozice nahrál na svém albu Marc Ribot Plays Solo Guitar Works of Frantz Casseus z roku 1993 (vydavatelství Les Disques du Crépuscule). Casseus zemřel roku 1993 ve věku 77 let v New Yorku.